# Марија Спиропулу
Марија Спиропулу (грч. Μαρία Σπυροπούλου) је експериментални физичар на Калифорнијском технолошком институту. Чланица је колаборације ЦМС-а на Великом хадронском сударачу где је откривен Хигсов бозон 2012. године.

## Биографија
Марија Спиропулу је 1993. године дипломирала физику на Универзитету Аристотел у Солуну, а докторирала је ЦДФ експериментом са Харвард Универзитета 2000. године. За своју докторску тезу први пут је пријавила на хадронске сударе нову методу двоструке слијепе анализе како би потражила доказе суперсиметрије. Изузела је велики дио простора параметара, гдје се очекивало да се појаве СУСИ честице. 
Од 2001. до 2003. године, Спиропулу је наставила рад на ЦДФ експерименту, као колега Енрика Фермија, на Универзитету у Чикагу, користећи потписе нестале попречне енергије за тражење додатних димензија и суперсиметрије. Као научни истраживач са ЦМС експериментом,2004. године преселила се у ЦЕРН. У периоду од 2005. до 2008. године била је ко-сазивач групе за физичку анализу ЦМС-а у потрази за суперсиметријом и другим феноменима изван стандардног модела. Била је виши истраживачки физичар у ЦЕРН-у до 2012. године, а професорка физике на Калифорнијском технолошком институту од 2009. године. Са својим студентом Крисом Роганом и сарадницима Маурициом Пиерини и Јозефом Ликеном је измислила нови скуп кинематских варијабли,  чији је циљ откривање и карактеризација нове физике на ЛХЦ-у.
Спиропулу је аутор „Где је Ајнштајн?“, последњег поглавља у „Мој Ајнштајн: Есеји двадесет и четири водећих светских мислилаца о човеку, његовом раду и наслеђу“.
Године 2014. изабрана је за председавајућег Форума за међународну физику Америчког физичког друштва, а 2016. године је обављала функцију предсједавајуће. Члан је Савјетодавног одбора за физику Фермилаба, а од 2016. године члан је Савјетодавног одбора за високу енергетску физику (ХЕПАП) при Министарству енергетике САД-а и Националне фондације за науку.

## Награде
Спиропулу је 2008. године изабрана  за члана Америчког удружења за унапређење науке, "за своје вођство у експерименталној физици високе енергије, посебно за њене пионирске напоре у експерименталној потрази за супер-симетријом и додатним димензијама". У 2014. години постала је сарадница Америчког друштва физичара.